# Groß Pretzier
Groß Pretzier ist ein Ortsteil der Gemeinde Wrestedt in der Samtgemeinde Aue im niedersächsischen Landkreis Uelzen. 

## Geografie und Verkehrsanbindung
Der Ort liegt östlich des Kernortes Wrestedt und südöstlich von Uelzen. 
Am südlichen und östlichen Ortsrand fließt der Wellendorfer Graben, in den am östlichen Ortsrand der Kroetzer Bach mündet.
Die B 71 verläuft nördlich und der Elbe-Seitenkanal westlich.